# Accensi
Gli accensi erano dei soldati romani dell'età regia di Roma. 

## Ruolo militare
Essi facevano parte della quarta classe, che era composta da altre 20 centurie di fanteria leggera ed un reddito tra i 50.000 ed i 25.000 assi: 10 seniores e 10 iuniores. Erano disposti dietro la terza classe e costituivano l'ultima fila. Come difesa avevano solo lo scudo oblungo; come armi ci sono due descrizioni: la prima afferma che erano armati solo di lancia e giavellotto, la seconda parla di spade e lance. A questa erano affiancati due centurie di suonatori di tromba e suonatori di corno o altri strumenti (questo squadrone era chiamato accensi) che avevano il compito di esortare l'esercito alla battaglia (secondo altre fonti le due centurie dei suonatori erano nella quinta classe).

## Storia
Nel IV secolo, durante la guerra latina, assieme ai triarii, erano disposti anche i rorarii e gli accensi: i rorarii erano truppe giovani ed inesperte, mal equipaggiate anche perché non potevano permettersi armamenti di buona qualità, ed erano impiegati più che altro come riserve con cui riempire eventuali vuoti sul campo di battaglia; gli accensi erano ancora più poveri e solitamente, se combattevano, fungevano da supporto con fionde e sassi, ma spesso erano impiegati più che altro come legati e portamessaggi fra gli ufficiali, come manovalanza per fortificazioni o per ricercare i feriti e sotterrare i morti dopo la battaglia. Questi ultimi due ordini rappresentavano un retaggio della quarta e della quinta fila dell'ormai scomparsa falange oplitica. Triarii, rorarii ed accensi erano articolati in 3 manipoli per un totale di 180 uomini.